# Атырауский университет нефти и газа
«Атырауский университет нефти и газа имени Сафи Утебаева» (АУНиГ, каз. Сафи Өтебаев атындағы Атырау Мұнай және Газ Университеті, АтМГУ) — единственный государственный вуз Казахстана, специализирующийся на подготовке специалистов для нефтегазовой отрасли и расположенный в городе Атырау.

## История Университета
Свою историю Атырауский университет нефти и газа имени Сафи Утебаева начинает с 1959 года, когда в городе Гурьев (ныне  Атырау ) был открыт учебно-консультационный пункт Всесоюзного заочного политехнического института. Этим было положено начало подготовке высококвалифицированных кадров-нефтяников в Казахстане.
- 1978 г. — Учебно-консультационный пункт Казахского политехнического института имени Ленина
- 1980 г. — Общетехнический факультет КазПТИ
- 1988 г. — Учебно-научный центр КазПТИ. По трем специальностям «Бурение нефтяных и газовых скважин», «Химическая технология органических веществ», «Строительство автомобильных дорог» были приняты студенты на дневное отделение, два первых курса обучающихся в УНЦ КахПТИ (завершение образование в КазПТИ)
- 1990 г. — Атырауский филиал КазПТИ.Первый набор студентов, которые все 5 лет обучались в Филиале (специальности «Бурение нефтяных и газовых скважин», «Химическая технология органических веществ», «Нефтяные машины»)
- 1994 г. — Институт нефти и газа Казахского национального технического университета им. К.И.Сатпаева
- 1996 г. — Присоединение Институт нефти и газа к Атырауского университета
- 1998 г. — Постановлением Правительства Республики Казахстан от 24 марта Институт нефти и газа выведен из структуры АГУ и определен как самостоятельное государственное высшее учебное заведение - Атырауский институт нефти и газа[1]

В 1999 году впервые в Казахстане в целях повышения уровня подготовки специалистов и концентрации научно-технического потенциала для решения актуальных проблем нефтегазовой отрасли произведено слияние вуза и научно-исследовательского института: Атырауского института нефти и газа и Института химии нефти и природных солей и образован Атырауский институт нефти и газа (Постановление Правительства РК № 869 от 28 июня 1999 г.).
Со дня основания института до 21 июля 2011 г. вузом руководил доктор химических наук, профессор, академик Международной инженерной академии и Национальной инженерной академии РК — Сериков, Тулеуш Пауеденович. А в 2012 году произошла Реорганизация вуза в Республиканское государственное предприятие на праве хозяйственного ведения «Атырауский институт нефти и газа»
25 июля 2016 года постановлением Правительства Республики Казахстан Атырауский институт нефти и газа преобразован в Некоммерческое акционерное общество "Атырауский университет нефти и газа"
Постановлением Правительства РК №64 от 14 февраля 2019 года Атыраускому университету нефти и газу присвоено имя Сафи Утебаева.
В декабре 2019 года председателем Правления - ректором НАО “Атырауский университет нефти и газа имени Сафи Утебаева” назначена доктор экономических наук, профессор Гульзада Шакуликова.

## Факультеты

### Нефтегазовый факультет
— Кафедра Физико-математических и общетехнических дисциплин
— Кафедра Нефтегазового дела
- 6В07203 - "Разработка и эксплуатация нефтяных и газовых месторождений"
- 6В07204 - "Бурение и ремонт нефтяных  и газовых скважин"
- 6В07205 - "Проектирование и эксплуатация нефтегазопроводов и нефтегазохранилищ"

— Кафедра Геологии и геофизики
- 6В07201 - "Геология и разведка месторождений нефти и газа"
- 6В07202 - "Геофизические методы поисков и разведки месторождений нефти и газа"
- 6В07301 - "Геодезия и картография"

### Индустриально-технологический факультет
— Кафедра Технологических машин и транспорта
- 6В07107 - "Машины и оборудование нефтяной и газовой промышленности"
- 6В07108 - "Технология машиностроения"
- 6В07102 - "Транспорт, транспортная техника и технологии"
- 6В11301 - "Организация движения, управление на транспорте и логистика "

— Кафедра Электроэнергетики и автоматизации производства
- 6В07104 - "Промышленная энергетика"

— Кафедра Строительства и стандартизации
- 6В07302 - "Промышленное и гражданское строительство"

— Кафедра Химической технологии и экологии
- 6В05301 - "Химический анализ и экологическая экспертиза на нефтехимических предприятий"
- 6В07106 - "Химическая технология органических веществ"
- 6В11201 - "Безопасность жизнедеятельности и защита окружающей среды"

### Факультет информационных технологий
- 6В07101 - "Автоматизация и управление производством"
- 6В06101 - "Информационные системы в нефтегазовой отрасли"
- 6В06102 - "Компьютерные системы управления и робототехника"
- 6В06301 - "Информационная безопасность"

— Кафедра Экономики, бизнеса и гуманитарных наук
- 6В04102 - "Менеджмент нефтегазового бизнеса"
- 6В04103 - "Учет и аудит нефтегазового бизнеса"
- 6В04105 - "Маркетинг нефти и нефтепроводов"

## Международные связи

### Программы двойного диплома
- Государственная высшая школа профессионального обучения имени Яна Амоса Коменского в Лешно, Польша (ныне Университет прикладных наук им. Яна Амоса Коменского). Модель обучения 1+2+1
- Азербайджанский технический университет/АзТУ («Автоматизация и управление производством», «Энергообеспечение предприятий», АУНГ и «Инженерия по автоматизации процессов», «Инженерия по информационным технологиям и системам», «Компьютерная инженерия», АзТУ). Модель обучения 2+2

### Академическая мобильность
- Политехнический университет в Турине (Италия)
- Университет химии и технологии в Праге (Чехия)
- Университет им. Яна Амоса Коменского в Лешно (Польша)
- Азербайджанский государственный университет нефти и промышленности (Азербайджанская Республика)
- Астраханский государственный технический университет (Российская Федерация)
- Российский университет дружбы народов (Российская Федерация)

### Международные стажировки преподавателей и практики студентов
- В 2019 г. 9 студентов и 1 преподаватель прошли производственную практику на заводе Petromidia в компании KMG International - Rompetrol Rafinare в городе Констанца (Румыния).
- Профессор кафедры Нефтегазовое дело принял участие в IV Международной недели преподавателей по программе «ERASMUS+KA 107», г. Лешно, Польша.
- В2019 г. Профессор АУНиГ прошел научную стажировку для преподавателей по программе «Один пояс один путь» в городе Пекин (Китай).

## Ректоры
- 1998 — 2011 — Сериков, Тулеуш Пауеденович
- 2011 — 2014 — Кульжанов Дюсенбек Урингалиевич
- 2015 — 2018 — Абишев Али Ажимович[6]
- 2018 — 2019 — Кушеков Алибек Унайбаевич[7]
- с декабря 2019 — Шакуликова Гульзада Танирбергеновна[8]